# William Maurice Ewing
William Maurice "Doc" Ewing (Lockney, 12 de maio de  1906 — Galveston, 4 de maio de  1974)  foi um geofísico e oceanógrafo norte-americano.
Foi instrutor de física na Universidade de Pittsburgh, de 1929 a 1930; posteriormente instrutor de 1930 a 1936 e professor-assistente de 1936 a 1940 de física na Universidade Lehigh. Em 1944, foi nomeado como professor-associado na Universidade de Columbia até 1947, depois como professor de 1947 a 1959, e por último professor de geologia de 1959 a 1972.
Inventou e aperfeiçoou instrumentos e métodos para explorar os relevos oceânicos. Abriu caminho para o uso das ondas de choque para a monitoração subaquática das embarcações e da vida marinha. Ajudou no desenvolvimento do sismógrafo para o monitoramento de terremotos, e ajudou a criar as fundações para a explicação da evolução da crosta terrestre através do desenvolvimento das placas tectônicas.
Foi membro de diversas sociedades científicas e laureado com várias concessões científicas por seus trabalhos, destacando-se:
- Foi membro da Academia Nacional de Ciências dos Estados Unidos; da Academia de Artes e Ciências dos Estados Unidos; da American Philosophical Society; e membro estrangeiro da Sociedade Geológica de Londres em 1964.

- Recebeu, entre outras, a Medalha Arthur L. Day (1949);[1] a Medalha Alexander Agassiz (1954);[2] a Medalha William Bowie (1957);[3] o Prémio Vetlesen (1960);[4] a Medalha Geográfica Cullum (1961);[5] o Prémio John J. Carty (1963); a Medalha de Ouro da Royal Astronomical Society (1964);[6] a Medalha Vega (1965); a Medalha Wollaston (1969);[7] a Concessão Robert Earl McConnell (1973); a Medalha Nacional de Ciências (1973);[8] a Medalha Penrose (1974);[9] a Medalha Walter H. Bucher (1974).
- A Medalha Maurice Ewing, criada pela "Society of Exploration Geophysicists" e União Geofísica Americana foi nomeada em sua homenagem.
- Um pico montanhoso, (Dorsa Ewing) na Lua, também recebeu o seu nome.